# Повні кавалери ордена Слави — уродженці України
Харківська область Лісунов Василь Пилипович https://ru.wikipedia.org/wiki/%D0%9B%D0%B8%D1%81%D1%83%D0%BD%D0%BE%D0%B2,_%D0%92%D0%B0%D1%81%D0%B8%D0%BB%D0%B8%D0%B9_%D0%A4%D0%B8%D0%BB%D0%B8%D0%BF%D0%BF%D0%BE%D0%B2%D0%B8%D1%87

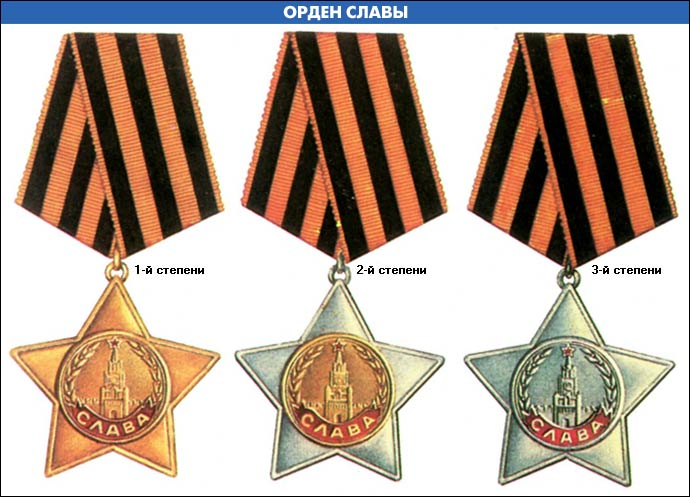
Повний кавалер ордена Слави

Список повних кавалерів ордена Слави, які народилися в Україні.
У перші повоєнні роки ніяких особливих документів для повних кавалерів ордена Слава не існувало. Нагородженому вручалася лише орденська книжка загального зразка, і в ній були перераховані всі три ступені ордена та інші нагороди (якщо такі були). В лютому 1976 року з'явилася орденська книжка нагородженого орденами Слави трьох ступенів.
У 1967 і 1975 роках були введені додаткові пільги повним кавалерам ордена Слави, які зрівняли їх у правах з Героями Радянського Союзу.

## Вінницька
1. Бєлінський Степан Сидорович
2. Гаврилюк Іван Климентійович
3. Гладкий Яків Лук'янович
4. Грубий Тимофій Омелянович
5. Гук Леонід Платонович
6. Добрий Федір Кіндратович
7. Дудник Андрій Романович
8. Ковальчук Федір Сергійович
9. Копилов Микола Карпович
10. Кохановський Дмитро Йосипович[2]
11. Ляховський Петро Самійлович
12. Насиковський Іван Казимирович
13. Патрацький Олександр Михайлович
14. Пеллер Володимир Ізраїлевич[3]
15. Потапенко Павло Софронович
16. Савчук Микола Васильович
17. Сідлер Давид Мордкович
18. Тарапата Никифор Іларіонович
19. Шельов Борис Сергійович
20. Яровий Михайло Савич[3]

## Дніпропетровська
1. Величко Максим Костянтинович[3]
2. Власенко Юхим Федосійович
3. Глобус Лев Давидович
4. Журавка Іван Герасимович
5. Каїрський Микола Миколайович
6. Карлов Віктор Васильович
7. Кочерга Олексій Панкратович
8. Кошель Іван Якович
9. Кривоніс Федір Андрійович
10. Малихов Федір Іванович
11. Молоков Микола Олександрович
12. Скиба Степан Кузьмич
13. Соколов Ананій Петрович
14. Христюк Іван Федотович
15. Шевченко Григорій Васильович

## Донецька
1. Богун Микола Андрійович
2. Володін Андрій Сергійович
3. Гончаров Іван Васильович
4. Дячкін Петро Акимович
5. Ємельянов Анатолій Васильович
6. Іванов Ілля Михайлович
7. Карасьов Микола Трохимович
8. Ковальов Петро Іларіонович
9. Кривуля Василь Андрійович
10. Мартиненко Анатолій Олексійович[3]
11. Матущенко Семен Юхимович
12. Мироненко Петро Федосійович
13. Мосін Нестер Григорович
14. Мігунов Іларіон Костянтинович
15. Овчаренко Іван Тихонович[ru]
16. Роменський Сергій Пилипович
17. Сорока Олександр Семенович
18. Фесик Петро Микитович
19. Хоролець Яків Гнатович
20. Чуйко Порфирій Іванович

## Житомирська
1. Антонюк Антон Микитович
2. Броницький Олексій Васильович
3. Бурман Семен Меєрович
4. Гринцевич Степан Іванович
5. Кришевич Дмитро Андрійович
6. Латко Василь Петрович
7. Павлинчук Андрій Степанович
8. Прилуцький Петро Михайлович
9. Степанюк Володимир Миколайович
10. Ткаченко Володимир Андрійович

## Запорізька
1. Білик Іван Гнатович
2. Власов Василь Васильович
3. Дузь Іван Пилипович
4. Кизиров Костянтин Панастович
5. Кременчуцький Володимир Григорович
6. Лобода Василь Якович
7. Мусійченко Петро Якович
8. Насєкін Федір Федорович
9. Прокопенко Василь Федорович

## Івано-Франківська
1. Рот Едуард Микитович

## Київська
1. Бабій Павло Тимофійович
2. Бишовець Іван Микитович
3. Верес Юзеф Миколайович
4. Гелевера Євмен Дмитрович
5. Грищенко Тимофій Іванович
6. Дубоший Микола Наумович
7. Косенчук Петро Якович
8. Клименко Яків Сильвестрович
9. Куриленко Олександр Аксентійович
10. Савченко Михайло Федорович
11. Тисменецький Петро Харитонович
12. Шостак Федір Петрович

## Кіровоградська
1. Бабко Тихін Федотович
2. Гайдук Іван Іларіонович[2]
3. Горошко Іван Григорович[2]
4. Жосан Микола Іванович
5. Іщенко Іван Ілліч
6. Катана Іван Антонович
7. Кириленко Василь Пилипович
8. Ковпак Олексій Павлович
9. Котов Іван Григорович
10. Сущенко Олексій Олександрович
11. Сичов Микола Ілліч
12. Ткаченко Анатолій Якимович
13. Щедров Гаврило Павлович

## Крим
1. Абдураманов Сеїт Небі
2. Велиляєв Насибула Абибулайович
3. Папоян Рубен Арташесович

## Луганська
1. Аксаков Микола Миколайович
2. Алещенко Андрій Макарович
3. Гетьманський Михайло Володимирович
4. Горбань Микола Олексійович
5. Дьяченко Михайло Петрович
6. Журавльов Дмитро Григорович
7. Іванов Анатолій Васильович
8. Лисенко Олексій Гнатович
9. Ляшенко Харитон Олександрович
10. Малєєв Петро Іванович
11. Молодан Андрій Тихонович
12. Нечаєв Олександр Павлович
13. Петруновський Михайло Данилович
14. Удодов Федір Матвійович
15. Цолан Олександр Пилипович
16. Чудновець Микола Йосипович
17. Шокотов Сергій Миколайович

## Миколаївська
1. Андрюхов Іван Васильович
2. Воїн Петро Федорович
3. Добров Іван Петрович
4. Кадров Дмитро Пантелійович
5. Кохановський Олексій Олексійович
6. Лященко Олександр Трохимович
7. Поляшко Василь Онуфрійович
8. Ставниченко Григорій Іларіонович
9. Тараненко Василь Григорович
10. Чабанов Іван Миколайович
11. Чайковський Олександр Михайлович
12. Шелякін Василь Микитович

## Одеська
1. Білецький Аркадій Юхимович
2. Білоус Кирило Герасимович
3. Безпалько Іван Гнатович
4. Больбот Павло Пантелейович
5. Горланов Кін Миколайович
6. Дитюк Іван Григорович
7. Котов Анатолій Романович
8. Котробай Василь Онуфрійович
9. Матіященко Олександр Іванович
10. Матрой Іван Купріянович
11. Перекрестов Олександр Якович
12. Стерпул Яків Логвинович
13. Ткачов Григорій Устимович
14. Шапіро Шмуель Зіскович
15. Шуляченко Михайло Михайлович

## Полтавська
1. Артюшенко Олександр Трохимович
2. Бехтер Гаврило Іванович
3. Боровик Сергій Кононович
4. Боряк Василь Семенович
5. Бурбига Іван Григорович
6. Вітер Денис Федорович
7. Вовк Михайло Григорович
8. Герасименко Андрій Федорович
9. Давиденко Іван Євгенович
10. Дорошенко Іван Гнатович
11. Козка Іван Федосійович
12. Козинець Олександр Лукич
13. Кравченко Михайло Микитович
14. Максименко Іван Пилипович
15. Манько Іван Костянтинович
16. Правденко Павло Дем'янович
17. Пархоменко Іван Єлисейович[ru]
18. Телюков Василь Андрійович
19. Чорний Петро Васильович
20. Шакалій Василь Ілліч
21. Щербань Іван Пилипович
22. Шерстюк Федір Семенович
23. Шевченко Олексій Васильович
24. Шокало Федір Терентійович
25. Юрченко Федір Маркович

## Сумська
1. Авраменко Павло Михайлович
2. Бабченко Павло Степанович
3. Безродний Сергій Тимофійович
4. Безуглов Павло Тихонович
5. Бистро Іван Федорович
6. Виниченко Михайло Андрійович
7. Ганцев Дмитро Федорович
8. Гасай Дмитро Васильович
9. Голіков Анатолій Юхимович
10. Долговець Сергій Дмитрович
11. Дудко Федір Іванович
12. Золотин Василь Федорович
13. Кравченко Микола Григорович
14. Кулак Григорій Гаврилович
15. Мигун Петро Семенович
16. Нагорний Іван Якович
17. Олійник Іван Федорович
18. Орленко Андрій Тимофійович
19. Пархоменко Микола Григорович
20. Полозов Юхим Денисович
21. Рудь Олексій Васильович
22. Рибалко Василь Матвійович
23. Самко Володимир Єгорович
24. Сенченко Петро Романович
25. Скоропад Павло Михайлович
26. Тонкошкур Федір Якович
27. Тисячник Андрій Антонович
28. Фостенко Микола Семенович
29. Хандога Павло Порфирович
30. Хоменко Дмитро Миколайович
31. Чепик Василь Прокопович
32. Шандиба Володимир Данилович
33. Шатрюк Михайло Федорович
34. Юнак Григорій Михайлович

## Харківська
1. Голубничий Микола Іванович
2. Гриценко Федір Гаврилович
3. Загоруйко Микола Никифорович
4. Зозуля Михайло Павлович
5. Іванов Павло Миколайович
6. Кирилін Олександр Олексійович
7. Литвинов Василь Іларіонович
8. Ликов Дмитро Трохимович
9. Лифарь Микола Мойсейович
10. Муртазін Кирило Абдуллович
11. Нечепорчукова Мотрона Семенівна
12. Олійник Іван Якович
13. Сахно Микола Іванович
14. Таран Олексій Павлович
15. Толоконцев Григорій Гнатович
16. Тупкаленко Василь Якович
17. Фурсов Михайло Іванович
18. Шевченко Костянтин Кирилович

## Херсонська
1. Дубинда Павло Христофорович[4]
2. Заманський Борис Наумович
3. Клименко Іван Павлович
4. Мануйленко Григорій Іванович

## Хмельницька
1. Андрейцев Іван Федорович
2. Боровський Станіслав Казимирович
3. Венгер Костянтин Степанович
4. Гамрецький Михайло Григорович[2]
5. Гізіс Микола Лазарович
6. Гранатюк Петро Миколайович
7. Заріпов Володимир Галімович
8. Міранський Анатолій Леонідович
9. Рудник Макар Прокопович
10. Сірик Кузьма Васильович
11. Фарін Петро Опанасович
12. Шпак Григорій Іванович

## Черкаська
1. Андрієнко Микола Карпович
2. Бедан Андрій Никифорович
3. Білокінь Юхим Леонтійович
4. Береза Григорій Пантелеймонович
5. Грузиненко Андрій Лук'янович
6. Дерев'янко Андрій Леонтійович
7. Драченко Іван Григорович[4]
8. Іванов Іван Федорович
9. Карандевич Василь Пилипович
10. Кибальний Василь Захарович
11. Коврига Дмитро Романович
12. Козятинський Іван Климентійович
13. Кравець Петро Євтихієвич
14. Мельников Олексій Лаврентійович
15. Мірошниченко Іван Семенович
16. Мороз Володимир Ісакович
17. Півень Дем'ян Арсентійович
18. Пишний Леонтій Андрійович
19. Скалій Іван Савович
20. Столбун Петро Васильович[2]
21. Томенко Володимир Іванович
22. Харченко Михайло Михайлович

## Чернівецька‎
1. Дудка Мефодій Степанович

## Чернігівська‎
1. Буток Володимир Георгійович
2. Величко Іван Григорович
3. Кекух Василь Ілліч
4. Коваленко Павло Васильович[2]
5. Кущ Василь Андрійович
6. Литвин Іван Максимович
7. Литовчик Тихон Якович
8. Медведь Михайло Денисович
9. Мороз Микола Кирилович
10. Мурай Григорій Єфремович
11. Муцький Микола Юхимович
12. Пекур Петро Григорович
13. Пономар Іван Антонович
14. Риженко Григорій Іванович
15. Саливон Григорій Васильович
16. Сиворакша Петро Федорович
17. Черненко Федір Петрович
18. Чеченя Микола Костянтинович
19. Шекера Григорій Кіндратович
20. Яременко Ілля Петрович

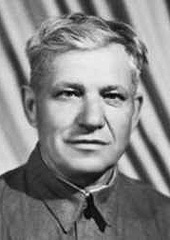
Іван Пархоменко
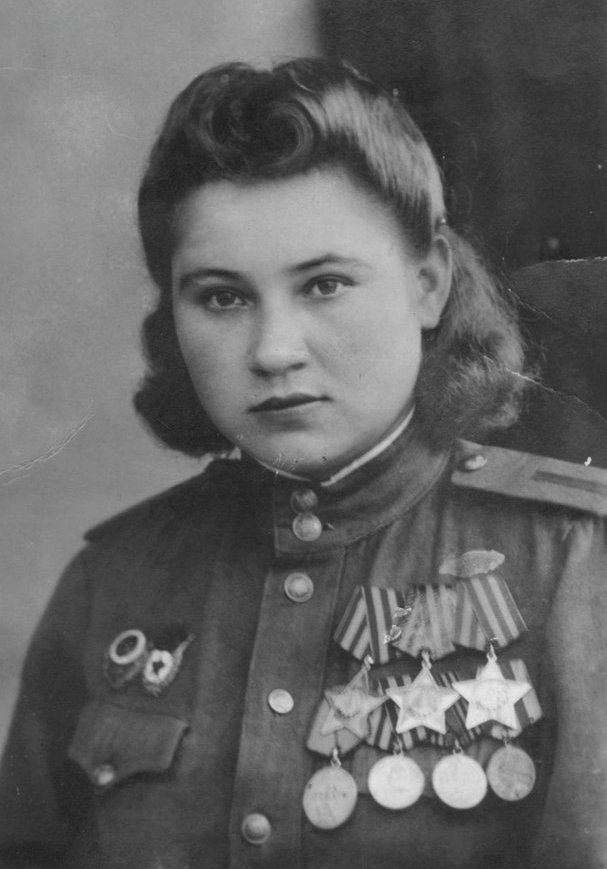
Мотрона Нечепорчукова
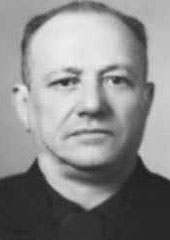
Шмуель Шапіро